# The Shamen
The Shamen byla britská hudební skupina, kterou ve Skotsku založili v raných 80. letech 20. století Colin Angus a bratři Derek a Keith McKenziové, původně pod názvem Alone Again Or. Později se k nim připojil ještě William Sinnot (který zahynul při natáčení videoklipu Progen v roce 1991).

## Hudební vývoj
William Sinnot přetvořil repertoár skupiny: obohatil původně psychedelický rock skupiny o vlivy místní indie rockové scény a hip hopové samplování. Počátkem 90. let skupina reagovala na příchod vlny acid house (album En-Tact) a významně tak přispěla k formování rave kultury, ačkoliv se v jejich tvorbě postupně odrazily různé vlivy soudobé taneční hudby: house, techno, rave, ambient i dub. Zatímco zejména kolem roku 1992 (album Boss Drum) byla skupina ve vlivu pop music (jejich idol Erasure) a snažila se tak skrze hitparády předat své názory širokému publiku, ve druhé pol. 90. let (album Axis Mutatis) se projevil příklon k experimentální elektronické hudbě resp. k ambientu a trance. Tvorba skončila přibližně s koncem tisíciletí.

## Názorové postoje
Již od svého vzniku lze v diskografii spatřit četné názorové odkazy na intelektuální hnutí, které ovlivnila psychedelika a jež představovali mj. Terence McKenna, Aldous Huxley a Albert Hofmann. The Shamen často zmiňovali, že civilizace směřuje ke svému konci (skladba Omega Amigo) a prostor dostal také Terence McKenna, když se na albu Boss Drum objevila 8 minutová skladba Re:Evolution s jeho recitovaným poselstvím.

## Klíčová alba
- En-Tact (1990)
- Boss Drum (1992)
- Axis Mutatis (1995)

## Významné hity
- Progen/Move Any Mountain (vyšlo pod oběma názvy 1990, 1991)
- Phorever People (feat. Jhelisa) (1992)
- L.S.I (Love Sex Intelligence) (1992)
- Ebeneezer Good E (1992)
- Re:Evolution (1992, 1993)
- Destination Eschaton (1995)
- Transamazonia (1995)